# سنن الحج

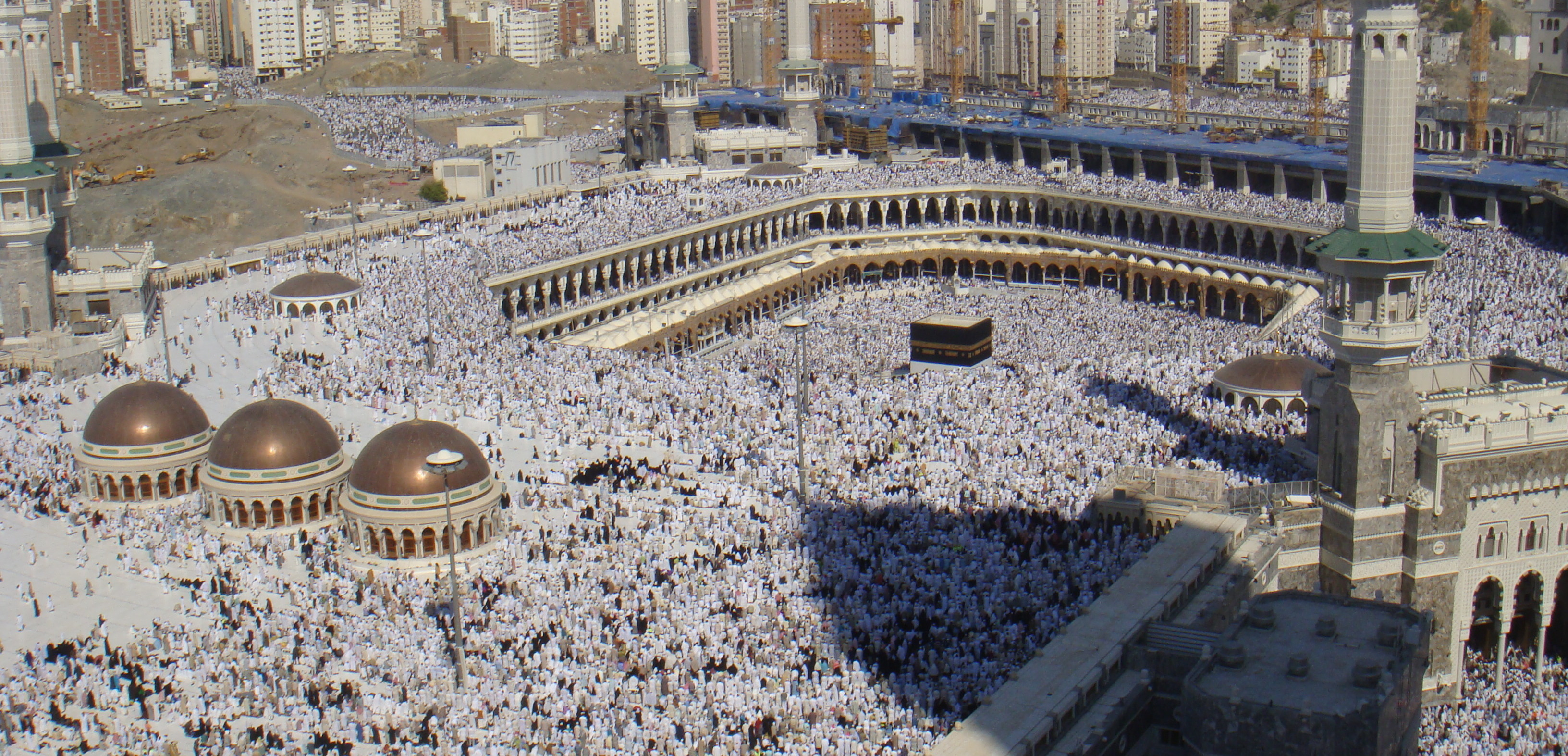
سنن الحج

سنن الحج هي ما سوى أركان الحج وواجباته، وهي أكثر أفعال الحج، وقد فاقت من حيث عددها: الشروط والأركان، والواجبات، وسنن الحج منها ما يتعلق بالإحرام، ومنها ما يتعلق بالطواف، ومنها ما يتعلق بالسعي، ومنها ما يتعلق بالوقوف يوم عرفة، ومنها ما يتعلق بيوم النحر وأيام التشريق، ومنها ما يتعلق بطواف الوداع، ويتساوى الناس في أخذهم لأركان الحج وواجباته، وتبقى السنن معياراً يتفاوت فيه الناس بين سابقٍ ومقتصدٍ فيها، وحكم من ترك شيئاً من سنن الحج، فلا إثم عليه، ولا دم عليه، لكنه ترك الأفضل والأكمل.

## أولاً: سنن الإحرام
1. تقليم الأظفار، وقص الشارب، ونتف الإبطين، وحلق شعر العانة، قبل الإحرام؛ لما في ذلك من إزالة الأوساخ، والنظافة؛ ولأن ذلك من سنن الفطرة.
2. الغسل عند الإحرام، والتطيب في البدن قبل الإحرام.[7]
3. إحرام الرجل في إزار ورداء أبيضين ونعلين.
4. الإحرام بعد صلاة فريضة؛ فإن لم يكن في وقت صلاة فريضة، فإنه يصلي ركعتي الوضوء.
5. التحميد، والتسبيح، والتكبير عند الاستواء على المركوب قبل التلبية، أي بعد الاستواء على الدابة لا حال وضع الرجل مثلاً في الركاب، وهذا الحكم - وهو استحباب التسبيح، وما ذكر معه قبل الإهلال قلَّ من تعرض لذكره مع ثبوته.[8]
6. التلفظ بالإهلال بالتلبية، ونية الدخول في النسك يكون عند الاستواء على المركوب؛ والإهلال بالتلبية يكون وهو مستقبل القبلة، ورافعٌ صوته بالتلبية.[9]

## ثانياً: سنن دخول مكة
1. المبيت بذي طوى؛ لحديث نافع عن ابن عمر قال: "كان ابن عمر  إذا دخل أدنى الحرم أمسك عن التلبية، ثم يبيت بذي طوى، ثم يصلي به الصبح، ويغتسل، ويُحدّث أن النبي ﷺ كان يفعل ذلك.[10][11]
2. دخول مكة نهاراً، والاغتسال لدخولها.[12]
3. دخول مكة من أعلاها، والخروج من أسفلها إن تيسير، لحديث عائشة : "أن النبي ﷺ لما جاء إلى مكة دخل من أعلاها وخرج من أسفلها،[13][14] فأعلى مكة كَداء، وأسفلها كُدى، وهما موضعان بمكة، وهما الثنية العليا، والثنية السفلى.[9]
4. فإذا رأى البيت رفع يديه وقال: اللهم زد هذا البيت تشريفا وتعظيما ومهابة وبرا، وزد من عظمه وشرفه ممن حجه واعتمره تعظيما وتشريفا ومهابة وبرا.[15]

## ثالثاً: سنن الطواف بالبيت الحرام
1. استقبال الحجر الأسود عند البدء بالطواف.[16]
2. استلام الحجر الأسود وتقبيله مع التكبير، فإن لم يتيسر استلامه وتقبيله أشار إليه كلما حاذاه مرّة واحدة بيده اليمنى وكبر مرة واحدة.[17]
3. الاضطباع في طواف القدوم، وطواف الحج الأول أوَّلَ ما يدخل مكة.
4. الرمل في طواف القدوم، في الثلاثة الأشواط الأُوَل، والسير في الأربعة المتبقية.[18]
5. الدنوّ من البيت في الطواف عند عدم المشقة.
6. استلام الركن اليماني.
7. التكبير في الطواف عند محاذاة الحجر.
8. الدعاء في الطواف، والذكر.
9. أن يصلِّي ركعتي عقب الطواف.
10. تجنب النساء مخالطة الرجال في الطواف.
11. الشرب من ماء زمزم بعد ركعتي الطواف، ويصب على رأسه، فقد ثبت أن النبي ﷺ شرب منها بعد طواف القدوم، وبعد طواف الإفاضة.
12. إذا فرغ من ركعتي الطواف سُنَّ عوده إلى الحجر فيستلمه ثم يخرج إلى الصفا.[19][16]

## رابعاً: سنن السعي بين الصفا والمروة

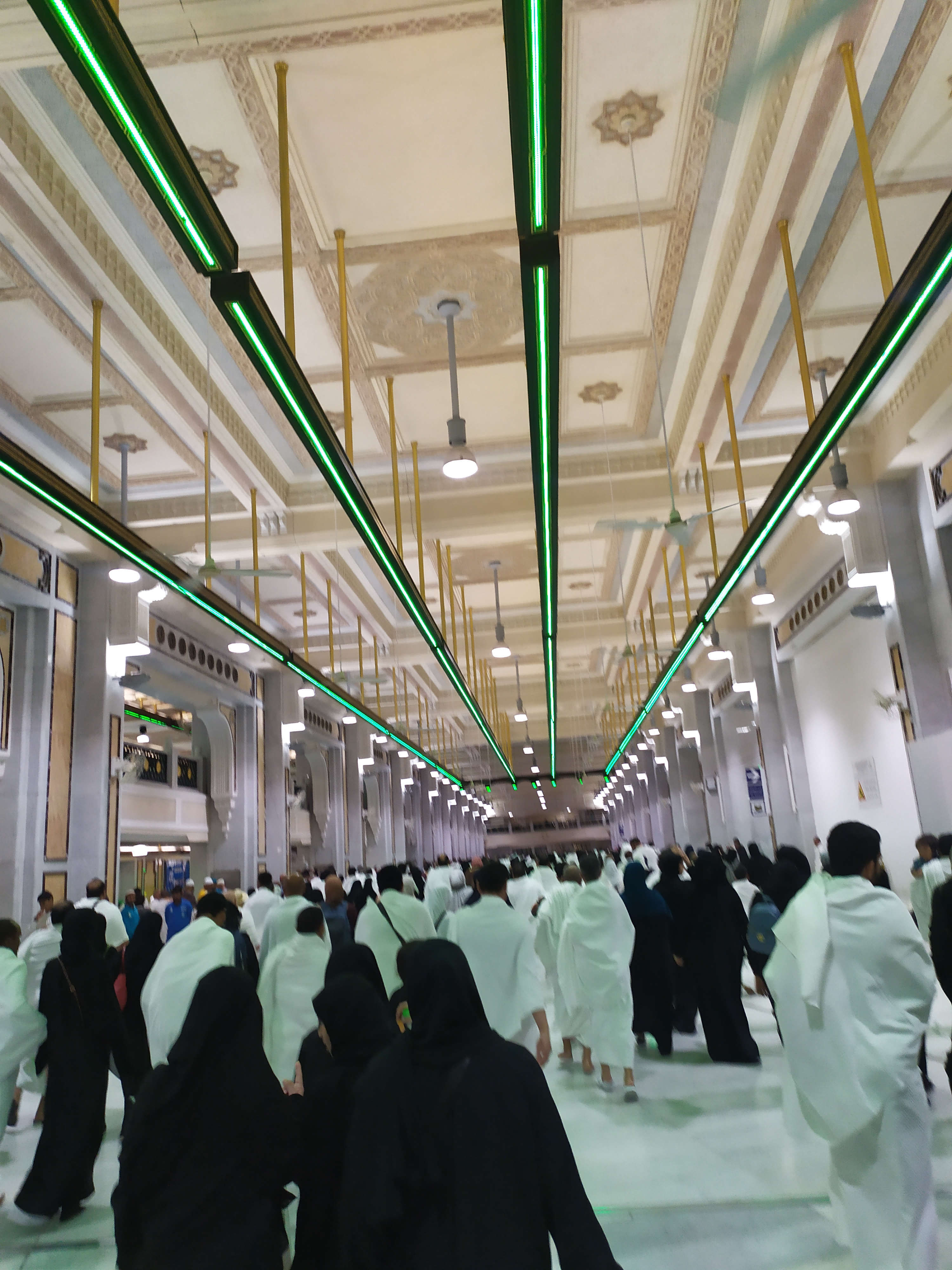
السعي بين الصفا والمروة في المسجد الحرام في مكة المكرمة

1. الموالاة بين السعي والطواف، بأن لا يفصل بينهما بفصل طويل.[2]
2. يرقى على الصفا ويقرأ قوله تعالى: ﴿إِنَّ الصَّفَا وَالْمَرْوَةَ مِنْ شَعَائِرِ اللَّهِ﴾ [البقرة:158]، ويستقبل البيت حتى يراه، ويحمد الله ويكبره ويقول: " لا إله إلا الله، والله أكبر، لا إله إلا الله وحده لا شريك له، له الملك وله الحمد يحيي ويميت وهو على كل شيء قدير، لا إله إلا الله وحده أنجز وعده ونصر عبده وهزم الأحزاب وحده " ثم يدعو بما تيسر رافعا يديه.[20]
3. يرقى على الصفا والمروة أثناء السعي في كل شوط من أشواطه السبعة، حتى يرى البيت إن أمكنه ذلك.[16]
4. يسعى سعياً شديداً بين العلمين الأخضرين إلا النساء.
5. الذكر والدعاء أثناء السعي بين الصفا والمروة.
6. يقول على المروة ما قاله على الصفا ويفعل كذلك، إلا أنه لا يقرأ الآية.
7. الموالاة بين أشواط السعي بحيث لا يفصل بينها بل تكون متصلة؛ لأن الراجح أن الموالاة لا تشترط ولكن الأحوط الموالاة.[2]

## خامساً: سنن الخروج إلى منى يوم الثامن (يوم التروية)
1. أن يفعل ما فعله عند الميقات، من غسل ونظافة وتقليم الأظفار، وحلق العانة، ونتف الإبط، وقص الشارب، ولبس الإزار والرداء.[9]
2. ومن السنة أن يحرم المُحِلُّ للحج في اليوم الثامن وهو يوم التروية، والمقصود بالمحل هو من كان حلالاً كالمتمتع إذا أنهى عمرته وأحل من إحرامه، أو أهل مكة إذا أرادوا الحج، فإنهم يحرمون للحج في اليوم الثامن وهو يوم التروية، وهذا قول جمهور العلماء.[1]
3. السنة أن يكون إحرامه قبل الزوال، لفعل النبي ﷺ كما في حديث جابر الطويل وفيه: "فلما كان يوم التروية توجهوا إلى منى فأهلوا بالحج ، وركب رسول الله ﷺ فصلى بها الظهر والعصر والمغرب والعشاء والفجر...".[21]
4. من السنة أن يُصلى الظهر والعصر والعشاء قصراً بمنى، وأن يبيت الحاج ليلة التاسع من ذي الحجة بمنى، لفعل النبي ﷺ ذلك في حجته.[16]
5. خروج الحاج إلى منى يوم التروية وصلاته في منى وبيتوتته كلها سنة، بحيث لو صلى في مكة وبات فيها، فلا حرج عليه ولكن فاتته السنة، وكذلك لو أحرم بعد الزوال فيوم التروية كله سنه.[1]

## سادساً: سنن يوم بعرفة

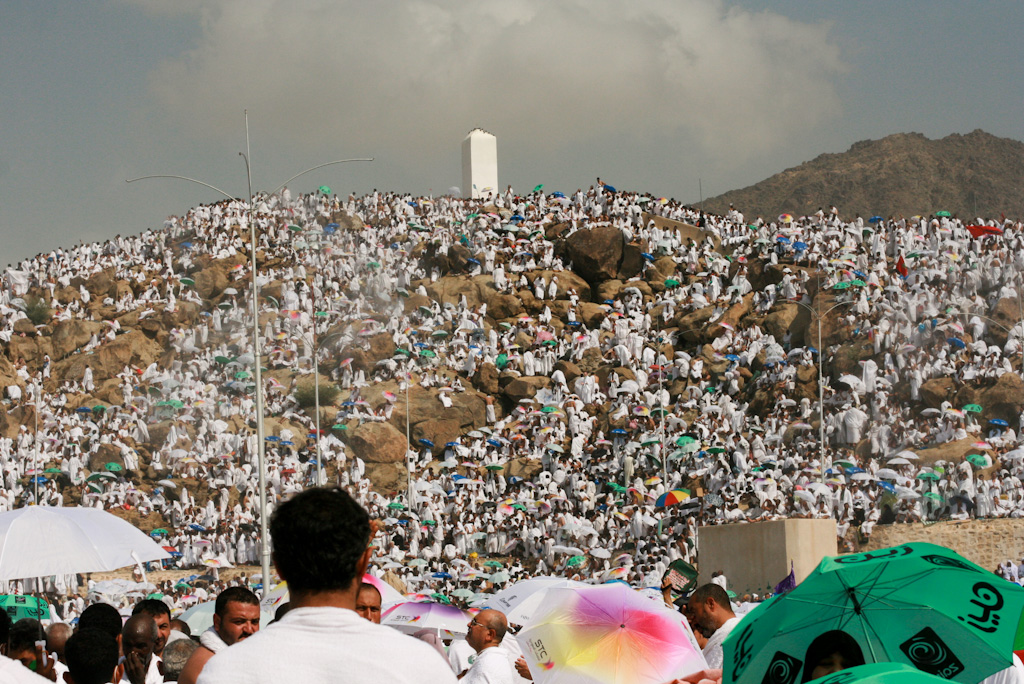
جبل عرفة

1. السنة أن يخرج من منى إلى عرفة بعد طلوع الشمس.[16]
2. الإقامة بنمرة إلى زوال الشمس، ثم ينطلق إلى عرفة.
3. شهود الخطبة والصلاة في مسجد عرفة.
4. التعجيل بالوقوف في عرفات.
5. استقبال القبلة أثناء الوقوف بعرفة.
6. الإكثار من ذكر الله بالتلبية والتكبير حين التنقل من منى إلى عرفة، وكذا بين المشاعر الأخرى حتى يرمي جمرة العقبة، قال شيخ الإسلام: ولا يزال يلبي في ذهابه من مشعر إلى مشعر مثل ذهابه إلى عرفات، وذهابه منها إلى مزدلفة حتى يرمي جمرة العقبة.[22]
7. يسن أن يكثر الإنسان من الدعاء يوم عرفة، ويتفرغ له ويجتهد فيه حتى تغرب الشمس، فيستحب أن يجتهد في الدعاء إلى غروب الشمس، لأنه موطن تُرجى فيه الإجابة، وكان النبي ﷺ يجتهد في الدعاء فيه.[1]
8. يسن أن يخرج من عرفة بعد غروب الشمس، ويجمع بين المغرب والعشاء في مزدلفة.
9. السنة في ليلة مزدلفة أن ينام الحاج، وهذا أفضل من إحياءها بقراءة وذكر وصلاة، لأن النبي ﷺ اضطجع فيها حتى طلع الفجر.[21][1][16]

## سابعاً: سنن يوم النحر
1. يسن أن يصلى بمزدلفة صلاة الصبح في أول وقتها، أي أول طلوع الفجر بغلس أي بشدة الظلمة، لحديث جابر: "فصلى النبي ﷺ الفجر حين تبين له الصبح بأذان وإقامة.[21]
2. الوقوف بالمشعر الحرام مستقبل القبلة، بعد صلاة الفجر في أول وقتها يوم النحر، سنة من سنن المناسك في مزدلفة، فإذا صلى الحاج صلاة الفجر في المزدلفة، وقف فيها مستقبل القبلة يدعوا الله، ويكبره ويحمده.[1]
3. والمقصود بالمشعر الحرام جبل صغير في مزدلفة وبني عليه مسجد الآن فيسن أن يأتي عنده بعد صلاة الصبح فيدعو الله ويهلله ويكبره.[16]
4. السنة أن يطلع من مزدلفة قبل أن تطلع الشمس، لحديث عمرو بن ميمون قال: "شهدت عمر صلى بجمع الصبح ثم وقف فقال: إن المشركين كانوا لا يفيضون حتى تطلع الشمس ويقولون: أشرق ثبير كم نغير ( وثبير اسم لجبل هناك تطلع عليه الشمس ) وإن النبي ﷺ خالفهم فأفاض قبل أن تطلع الشمس.[23]
5. يسن إذا مرَّ بوادي مُحَسِّر أن يسرع في سيره، سمي بذلك لأنه يحسر سالكه، فالسنة أن يسرع فيه السير إن أمكن ذلك، لفعل النبي ﷺ ذلك.[18]
6. من السنة أن تكون أنساك اليوم العاشر مرتبة، ومعلومٌ أن السنة في ترتيب أنساك يوم النحر أن يبدأ بالرمي رمي جمرة العقبة، ثم نحر الهدي، ثم الحلق أو التقصير، والحلق أفضل؛ لأنه ﷺ دعا للمحلقين ثلاثاً وللمقصرين واحدة، ثم الطواف بالبيت، ومن قدم شيئاً على شيء، فلا حرج عليه، فقد سئل ﷺ فقال له رجل: لم أشعر فنحرت قبل أن أرمي، قال: " ارم ولا حرج "، فما سئل يومئذ عن شيء قدم أو أخر إلا قال: «افعل ولا حرج»،[24] وبعد أن طاف ﷺ بالبيت طواف الإفاضة رجع إلى منى، فبات بها ليالي التشريق.[25][1]

## ثامناً: السنن في أيام التشريق
1. الإكثار من التكبير، والتهليل، والتحميد (التكبير المطلق، والمقيد) في هذه الأيام المعدودات.
2. أن يجمع الحاج بين الليل والنهار في منى؛ لأن النبي ﷺ بقي في منى كذلك.
3. الدعاء عند الجمرة الأولى بعد رميها، يتقدم قليلاً ثم يستقبل القبلة ويدعو طويلاً.
4. الدعاء عند الجمرة الثانية بعد رميها: يتقدم قليلاً ويأخذ ذات اليسار ويستقبل القبلة ويدعو طويلاً، ولا يقف للدعاء بعد رمي الجمرة الكبرى بل يرميها ويمضي.[9]
5. أن يكون على طهارة من الحدث الأكبر والأصغر أثناء الرمي؛ لأنه من ذكر اللَّه.
6. ويُسَن أن يجلس بمنى حتى اليوم الثالث عشر، فالسنة التأخير لا التعجيل، لأن الحاج يجوز له التعجيل بأن يخرج من منى قبل غروب الشمس يوم الثاني عشر، إلا أن السنة أن يتأخر الحاج فيجلس يوم الثالث عشر بمنى ثم يرمي الجمار.[1]
7. يبيت بالمحصب قبل الوداع إن تيسَّر، ثم يطوف ويسافر.
8. أن يفرد طواف الوداع فيطوف طواف الإفاضة يوم النحر، وطواف الوداع عند النفر.
9. يُصلي ركعتين بعد الفراغ من الطواف خلف مقام إبراهيم، يقرأ فيهما بسورتي: (الكافرون والإخلاص) بعد (الفاتحة).[26][9]

## حكم من ترك السنن
من ترك شيئاً من السنن والمستحبات فلا شيء عليه.